# Episodi di Naruto: Shippuden (decima stagione)
La Saga della riunione dei cinque Kage (五影集結の章?, Gokage shūketsu no shō) costituisce la decima stagione della serie televisiva anime Naruto: Shippuden ed è composta dagli episodi che vanno dal 197 al 221. La regia è di Hayato Date ed è prodotta da TV Tokyo e Studio Pierrot. Gli episodi sono adattati dalla seconda parte del manga di Masashi Kishimoto Naruto e si incentrano sul summit dei cinque Kage presso il Paese del Ferro.
La decima stagione è stata trasmessa in Giappone dal 10 febbraio al 28 luglio 2011 su TV Tokyo. In Italia è andata in onda su Italia 1 dal 5 gennaio al 18 aprile 2013. È stata ritrasmessa integralmente dal 27 marzo all'8 aprile 2015 su Italia 2.
La stagione adotta due sigle di apertura: Diver dei Nico Touches the Walls (episodi 197-205) e Lovers dei 7!! Seven Oops (episodi 206-221), e tre sigle di chiusura: Mayonaka no orchestra (真夜中のオーケストラ? lett. "Orchestra di mezzanotte") degli Aqua Timez (episodi 197-205), FREEDOM degli Home Made Kazoku (episodi 206-218) e Yokubō o sakebe!!! (欲望を叫べ!!!? lett. "Grida i tuoi desideri!!!") degli OKAMOTO'S (episodi 219-221).

## Lista episodi
| Nº  | Titolo italiano Giapponese 「Kanji」 - Rōmaji | In onda          | In onda          |
| Nº  | Titolo italiano Giapponese 「Kanji」 - Rōmaji | Giapponese       | Italiano         |
| 197 | Danzo, il Sesto Hokage 「六代目火影ダンゾウ」 - Rokudaime Hokage Danzō | 10 febbraio 2011 | 5 gennaio 2013   |
| 197 | A seguito dello stato comatoso di Tsunade, Danzo viene nominato Hokage e dal Daymio, come primo atto ufficiale, dopo aver saputo che Sasuke si è unito ad Akatsuki e successivamente attaccato Killer Bee, Danzo condanna Sasuke a morte in quanto ninja traditore (Nukenin), cosa che sciocca Naruto e Sakura appena lo scoprono. Omoi, Karui e Samui arrivano al villaggio e consegnano la convocazione al summit dei cinque Kage a Danzo. Karui ed Omoi si confrontano con Naruto e Sakura nel tentativo di avere notizie su Sasuke, ma i ninja della Foglia non li aiutano non riuscendo ad accettare il fatto che il loro ex-compagno sia diventato un criminale e membro di Akatsuki. Parlando con i ninja della nuvola, Naruto scopre che Killer Bee era il loro maestro, così, ricordandosi di Jiraya e del suo rapporto con lui, Naruto decide di aiutarli. Intanto, Tobi e Zetsu informano Sasuke e la sua squadra dell'inganno di Killer Bee, della distruzione del Villaggio della Foglia e del summit al quale parteciperà Danzo in quanto nuovo Hokage. |                  |                  |
| 198 | La vigilia del summit dei cinque Kage 「五影会談前夜」 - Gokage kaidan zen'ya | 10 febbraio 2011 | 6 gennaio 2013   |
| 198 | Le rivelazioni di Tobi e Zetsu spronano Sasuke a porsi come obiettivo l'assassinio di Danzo durante il summit. Al Villaggio della Foglia, Karui, preoccupata per il suo maestro, interroga Naruto nel tentativo di avere notizie su Sasuke, ma Naruto si rifiuta di aiutarla. Adirata, Karui attacca Naruto, che decide di non reagire, colpendolo diverse volte, ma alla fine viene fermata da Sai. Naruto informa Kakashi e Yamato di voler chiedere al Raikage di riconsiderare la sua condanna nei confronti di Sasuke. I due Jonin, dopo un'iniziale riluttanza, si convincono quando Naruto racconta loro del suo incontro con Minato, che ha ripristinato la forza del sigillo e aiutato Naruto a sopprimere il Kyuubi. Yamato e Kakashi si decidono allora ad accompagnarlo al luogo dove si svolgerà il summit. |                  |                  |
| 199 | I cinque Kage 「五影登場!」 - Gokage tōjō! | 17 febbraio 2011 | 12 gennaio 2013  |
| 199 | I cinque Kage partono dai rispettivi villaggi ognuno accompagnato da due guardie del corpo. Vengono presentati Mei Terumi, Oonoki mentre rivediamo Il Raikage, Gaara come Kazekage e Danzo come Hokage. Sulla strada verso il summit, Danzo viene attaccato da un gruppo di ninja. Dopo avere istruito le sue guardie del corpo di non intromettersi, l'Hokage si scopre l'occhio destro rivelando uno Sharingan nascosto ed elimina facilmente gli assalitori. Kakashi scopre che gli ANBU stanno spiando Naruto, perciò, chiede a Sai di non informare Danzo sulle sue intenzioni mentre egli si mette all'inseguimento, assieme a Yamato e a Naruto, della squadra di Samui per rintracciare il Raikage. Zetsu guida Sasuke ed il suo team al Paese del Ferro, luogo dove si terrà il summit e dove intendono uccidere Danzo, una zona ghiacciata protetta da samurai invece che da ninja. Naruto, Kakashi e Yamato raggiungono la squadra di Samui ed il Raikage ed il ragazzo si apprestano a chiedere la revoca della condanna a morte di Sasuke. |                  |                  |
| 200 | La supplica di Naruto 「ナルトの嘆願」 - Naruto no tangan | 24 febbraio 2011 | 13 gennaio 2013  |
| 200 | Naruto chiede al Raikage di revocare la condanna a morte di Sasuke arrivando persino a supplicarlo, ma quest'ultimo si rifiuta. Mentre Sasuke ed il suo gruppo si introducono nella fortezza, il summit ha inizio. Il Raikage accusa gli altri Paesi di avere contribuito alla fondazione dell'Organizzazione Alba o di essersene serviti in passato. La tensione cresce causando addirittura l'intervento delle guardie del corpo dei Kage che si ritirano non appena viene ristabilita la calma. Concordato che sia necessario nominare un leader dell'alleanza, Mifune, in quanto rappresentante dei Paesi neutrali, propone di eleggere Danzo che si compiace di come tutto stia andando secondo i suoi piani. |                  |                  |
| 201 | Una decisione difficile 「苦渋の決断」 - Kujū no ketsudan | 3 marzo 2011     | 19 gennaio 2013  |
| 201 | Al Villaggio della Foglia, la notizia della condanna di Sasuke sconvolge tutti. Sai spiega a Sakura che l'ostinazione di Naruto nel riportare indietro Sasuke deriva dal fatto che egli è innamorato di lei, che ovviamente vuole bene al suo amico, ma che è spinto maggiormente dalla promessa fatta a Sakura anni prima. Sakura decide di raggiungere il Paese del Ferro e parlare con Naruto di persona, e cercare di alleviare il grande dolore che egli sente. Mentre Mifune difende la sua scelta di eleggere Danzo a capo dell'alleanza, Ao, utilizzando il suo Byakugan nascosto, rubato in precedenza ad uno Hyuga, riconosce nell'occhio destro di Danzo quello di Shisui Uchiha. Quest'ultimo aveva il potere di controllare le persone tramite lo Sharingan senza che ne fossero consapevoli, ed Ao, sospettando che Danzo stia manipolando Mifune, lo confronta apertamente in merito. In quel momento, appare dal pavimento Zetsu, il quale rivela che Sasuke si è intrufolato nella fortezza e ciò causa l'ira del Raikage che lo afferra per la gola. Intanto, Tobi appare dinanzi a Naruto affermando di volergli parlare. |                  |                  |
| 202 | Tempesta di fulmini 「疾走る雷」 - Hashiru ikazuchi | 10 marzo 2011    | 20 gennaio 2013  |
| 202 | Non appena Tobi si materializza, Naruto lo attacca con un Rasengan che egli evita teletrasportandosi. Approfittando della confusione, Kakashi e Yamato riescono ad intrappolare l'Uchiha che rivela di voler solo parlare. Intanto, le guardie samurai attaccano Sasuke, ma vengono facilmente sconfitte. Nello scontro intervengono il Raikage e le sue guardie del corpo Shi e Darui prima e Jugo e Suigetsu poi. Nella sala del summit, essendo ormai stato scoperto, Danzo viene tenuto d'occhio mentre lo Tsuchikage e Gaara hanno un confronto verbale al seguito del quale il Kazekage Gaara e le sue guardie del corpo Kankuro e Temari si allontanano alla ricerca di Sasuke. Nel frattempo, Sasuke intrappola Shi con una tecnica di arte illusoria mentre il Raikage si libera di Jugo dando prova della sua grande forza e velocità e si prepara ad affrontare l'Uchiha. |                  |                  |
| 203 | Il credo ninja di Sasuke 「サスケの忍道」 - Sasuke no nindō | 17 marzo 2011    | 26 gennaio 2013  |
| 203 | Tobi spiega che gli Uchiha ed i Senju sono i discendenti dei figli dell'Eremita delle Sei Vie. Egli predice che, un giorno, Naruto, in possesso della volontà del Fuoco dei Senju, e Sasuke, rappresentante degli Uchiha col potere dell'odio, si scontreranno. Kakashi domanda a Tobi il motivo per cui egli sta radunando i cercoteri, ma, affermando di avere intenzione di rivelarlo solo in futuro, l'Uchiha svanisce. Intanto, il Raikage, dopo essere stato colpito al braccio dall'Amaterasu, sferra un potente attacco su Sasuke che, tuttavia, riesce a difendersi materializzando parte dello scheletro del Susanoo. Lo scontro viene interrotto da Gaara che tenta di convincere Sasuke a redimersi ricordandogli che come lui, era prigioniero dell'odio, mentre il Raikage si taglia il braccio avvolto dalle inestinguibili fiamme nere. Quando l'Uchiha afferma di non voler cambiare idea, Gaara, assistito da Darui, Kankuro e Temari, è costretto ad attaccarlo, versando una lacrima prima dell'attacco. Gli attacchi, tuttavia, non raggiungono Sasuke che attiva il primo stadio del Susanoo. |                  |                  |
| 204 | La forza dei cinque Kage 「五影の実力」 - Gokage no chikara | 24 marzo 2011    | 27 gennaio 2013  |
| 204 | Killer Bee riemerge dal tentacolo dell'Ottocode nel quale si era nascosto e decide di incontrarsi col suo maestro di enka Kin. Intanto, Sasuke utilizza il suo Susanoo per far crollare il soffitto della sala e, assieme a Karin, si reca da Danzo. Una volta raggiunta la sala del summit, Sasuke viene attaccato da Mifune e Danzo e le sue guardie approfittano della confusione per scappare. Mentre Ao li insegue, Mifune affronta Sasuke rivelando due abilità innate e la manipolazione di ben tre elementi, Sasuke nonostante si trovi in seria difficoltà, viene salvato dalle spore di Zetsu che assorbono il chakra dalla Mizukage e ne ridanno a Sasuke. Lo Tsuchikage interviene nello scontro e, grazie alla sua Arte della Polvere, riesce apparentemente a sconfiggere Sasuke. Anche il Raikage ed il Kazekage raggiungono la sala del summit e, improvvisamente, appare Tobi che rivela di avere salvato Sasuke ed annuncia di voler mettere al corrente i Kage del suo progetto dell'"Occhio lunare" (Tsuki no Me). |                  |                  |
| 205 | Dichiarazione di guerra 「宣戦布告」 - Sensenfukoku | 31 marzo 2011    | 2 febbraio 2013  |
| 205 | Tobi, dopo avere trasportato Sasuke e Karin in un'altra dimensione, rivela ai Kage che, molti anni prima, l'Eremita delle Sei Vie sconfisse un cercoterio, il Diecicode (juubi), del quale divenne la forza portante (Jinchuuriki) assorbendone il chakra. Col potere del Diecicode, L'Eremita delle Sei Vie (Rikudo Sennin) in punto di morte divise il potere del Juubi in nove parti, creando cosi i cercoteri attuali, per poi lanciare il corpo privo di chakra in cielo formando la Luna. Tobi rivela, inoltre, di avere intenzione di ricreare il Diecicode, diventarne la forza portante e creare lo Tsukuyomi infinito (Mugen Tsukuyomi) che proietterà il suo sharingan sulla luna, ottenendo cosi il controllo del pianeta. L'Uchiha chiede ai Kage di consegnargli le ultime forze portanti, ma, quando i Kage si rifiutano, dichiara l'inizio della quarta guerra mondiale dei ninja e si teletrasporta via. I Kage si mettono d'accordo per la formazione dell'alleanza ninja mentre Sakura arriva alla locanda dove si trova Naruto, che nel frattempo cerca Sasuke in modalità eremitica, con l'intenzione di parlargli. |                  |                  |
| 206 | I sentimenti di Sakura 「サクラの想い」 - Sakura no omoi | 7 aprile 2011    | 3 febbraio 2013  |
| 206 | Mentre Killer Bee si esercita nell'enka col suo maestro Kin, di colpo però i due vengono avvicinati da Kisame che viene attaccato da Ponta, procione gigante di Kin. Intanto, Sakura dichiara a Naruto di essere innamorata di lui, di lasciar perdere Sasuke perché ormai un Nukenin e di tonare insieme al villaggio, ma Naruto non le crede rispondendo che ora capisce meglio il dolore che prova Sasuke e che non si rassegnerà. Sakura se ne va dicendo di volersi occupare di Sasuke personalmente, nasconde la tristezza per aver ferito i sentimenti di Naruto. Nel frattempo, il Raikage viene eletto a capo dell'alleanza degli Shinobi e lo scontro fra Killer Bee e Kisame si intensifica quando il membro dell'Organizzazione Alba rilascia completamente la sua spada Pelle di Squalo (Samehada). Danzo invece incarica il suo AMBU sensoriale di lasciare una trappola per Ao. |                  |                  |
| 207 | Il cercoterio senza coda 「尾獣VS尾のない尾獣」 - Bijū bāsasu o no nai bijū | 14 aprile 2011   | 9 febbraio 2013  |
| 207 | Fuu, per ordine di Danzo, usa la Tecnica dello Scambio dello Spirito della Bambola Maledetta su Ao intrappolandolo dentro un pupazzo mentre egli prende il controllo del suo corpo allo scopo di impadronirsi del suo Byakugan. Tuttavia, la Mizukage e Chojuro raggiungono Ao e lo aiutano a riprendere il suo corpo. Nel frattempo, Kisame si fonde con la sua spada ed intrappola Bee in una bolla d'acqua. Kisame riesce a sconfiggere Bee, ma, prima che egli riesca a tagliare le gambe al suo avversario terminando cosi l'incontro, la sua Samehada lo tradisce preferendo il chakra della forza portante al suo. In quel momento, arrivano sul posto Shi, Darui ed il Raikage, il quale, assieme al fratello Bee, decapita Kisame con il Doppio Lariat. |                  |                  |
| 208 | Da amico 「親友として」 - Tomo to shite | 21 aprile 2011   | 10 febbraio 2013 |
| 208 | Jugo e Suigetsu tentano di farsi passare per samurai, ma vengono scoperti. Intanto, Sai informa Naruto del fatto che, in realtà, Sakura ha intenzione di occuparsi personalmente di Sasuke uccidendolo, e che è pronta ad affrontare l'odio di Naruto per questo suo gesto. Nel frattempo, Danzo, Fuu e Torune vengono intercettati da Tobi che ingaggia in battaglia le due guardie del corpo mentre l'Hokage rimuove i sigilli dal suo braccio destro. Naruto viene raggiunto da Temari, Kankuro e Gaara e quest'ultimo incoraggia la forza portante a fare tutto ciò che è in suo potere, in qualità di suo amico, per fermare Sasuke mentre Temari informa che Hatake Kakashi è stato scelto come Hokage al posto di Danzo, che ormai ha perso la fiducia di tutti i Kage. Spediti in un'altra dimensione Fuu e Torune, Tobi riporta indietro Sasuke e Karin mentre Danzo si prepara ad affrontare i due Uchiha rivelando il suo braccio, ora libero dai numerosi sigilli, ricoperto di numerosi Sharingan. |                  |                  |
| 209 | Il braccio destro di Danzo 「ダンゾウの右腕」 - Danzō no migiude | 28 aprile 2011   | 2 aprile 2013    |
| 209 | Kakashi decide di raggiungere Sakura per impedirle di affrontare Sasuke mentre Yamato e Naruto torneranno al Villaggio della Foglia. Tuttavia, resosi conto della situazione, Naruto va in iperventilazione e perde i sensi. Intanto, Danzo conferma a Sasuke quanto rivelatogli da Itachi scatenando l'ira dell'Uchiha che lo affronta utilizzando il secondo stadio del Susanoo, l'Amaterasu ed una nuova evocazione. Nonostante i ripetuti attacchi sembrino sconfiggere l'Hokage, quest'ultimo continua a riapparire e Karin si accorge che, ogni volta che questo accade, uno degli Sharingan sul suo braccio si chiude. Dopo l'ennesimo tentativo fallito, Sasuke utilizza una tecnica di arte illusoria per far manifestare Itachi. |                  |                  |
| 210 | Tecnica oculare segreta 「禁じられた瞳術」 - Kinjirareta dōjutsu | 5 maggio 2011    | 3 aprile 2013    |
| 210 | Danzo si rende conto di essere sotto l'effetto di una tecnica di arte illusoria ed immobilizza Sasuke. Prima che l'Hokage riesca a finirlo, l'Uchiha si libera attivando il Susanoo nella sua forma completa e tenta di colpire il suo avversario che schiva l'attacco usando l'Arte del legno. Tobi si rende conto che Danzo ha collaborato con Orochimaru facendosi impiantare le cellule di Hashirama Senju nel braccio, e che ciò che lo rende invincibile è la tecnica oculare segreta chiamata Izanagi. Danzo evoca Baku col quale tenta di distrarre Sasuke per colpirlo alle spalle, ma quest'ultimo si difende utilizzando la Palla di Fuoco Suprema. Avendo entrambi capito di essersi quasi completamente consumati, l'Hokage e l'Uchiha si lanciano l'uno contro l'altro trafiggendosi a vicenda. |                  |                  |
| 211 | Danzo Shimura 「志村ダンゾウ」 - Shimura Danzō | 12 maggio 2011   | 4 aprile 2013    |
| 211 | Danzo pensa di avere vinto lo scontro, ma, quando tenta di utilizzare Izanagi con l'ultimo Sharingan a sua disposizione, si rende conto che Sasuke lo ha ingannato facendogli credere che esso era ancora aperto quando, invece, si era già chiuso prima che i due si dessero l'ultimo colpo. L'Hokage prende allora in ostaggio Karin, tuttavia, Sasuke trafigge anche lei e ferisce il suo avversario. Tobi blocca il tentativo di fuga di Danzo e questi ricorda una passata missione al fianco di Hiruzen Sarutobi, sotto il comando del Secondo Hokage. Resosi conto della differenza fra lui e quello che sarebbe diventato il Terzo Hokage, Danzo si autodistrugge impedendo a Tobi di impossessarsi dell'occhio di Shisui come suo ultimo atto per proteggere Konoha. |                  |                  |
| 212 | La risolutezza di Sakura 「サクラの覚悟」 - Sakura no kakugo | 19 maggio 2011   | 5 aprile 2013    |
| 212 | Localizzato Sasuke grazie all'aiuto di Kiba, Sakura addormenta Sai, Lee e lo stesso Kiba e procede alla volta dell'Uchiha da sola. Mentre la ragazza ricorda i momenti più intensi del Team 7, Tobi risucchia il corpo di Danzo, con l'intenzione di estrarne gli Sharingan, e si teletrasporta via. Quando Sasuke si prepara ad uccidere Karin, questa riporta alla mente il suo primo incontro con lui, avvenuto durante gli esami di selezione dei Chunin nella Foresta della Morte. In quel momento, Sakura arriva sul posto affermando di avere intenzione di abbandonare la Foglia per unirsi a Sasuke. |                  |                  |
| 213 | Legami perduti 「失われた絆」 - Ushinawareta kizuna | 26 maggio 2011   | 8 aprile 2013    |
| 213 | Naruto si risveglia e riporta alla mente vari momenti del suo passato assieme a Sasuke. Dopo la morte di Jiraiya, Naruto sente di avere compreso quanto sofferto dall'Uchiha con la scomparsa del suo clan e dei suoi genitori. Quando Yamato gli dice che Kakashi è andato a fermare Sasuke, la forza portante lo inganna utilizzando un clone d'ombra e fugge alla ricerca del suo ex-compagno. Mentre si reca alla volta di Sasuke, Naruto ricorda quanto dettogli dal suo maestro e da Gaara e pensa al comportamento da adottare quando si ricongiungerà al ninja traditore. |                  |                  |
| 214 | L'onere da sopportare 「背負うべき重荷」 - Seōbeki omoni | 2 giugno 2011    | 9 aprile 2013    |
| 214 | Mentre Kakashi si avvicina al ponte, Sasuke chiede a Sakura di dimostrare la propria lealtà uccidendo Karin. Prima che l'Uchiha colpisca a tradimento Sakura con il Mille Falchi, Kakashi interviene per salvarla. Nonostante il Jonin tenti di far ragionare Sasuke questi chiaramente devastato dal dolore per la perdita del suo clan e famiglia urla al suo maestro di riportagli in vita la sua famiglia e il suo clan se vuole che si fermi: Kakashi non avendo il potere per esaudire la richiesta di Sasuke è costretto ad affrontarlo, i due iniziano a scontrarsi mentre Sakura cura Karin nel tentativo di estrarne informazioni. Durante lo scontro, Sasuke ricorre nuovamente al Susanoo raggiungendone uno stadio ancora superiore, ma, prima che riesca ad utilizzarlo, comincia a perdere la vista. Sakura tenta di approfittarne per attaccare l'Uchiha alle spalle, tuttavia, la sua esitazione permette al ragazzo di reagire. Prima che Sasuke riesca a colpire Sakura con un kunai, Naruto appare sul posto e la salva. |                  |                  |
| 215 | Predestinati 「宿命のふたり」 - Shukumei no futari | 9 giugno 2011    | 10 aprile 2013   |
| 215 | Naruto informa Sasuke che Tobi gli ha confessato la verità su Itachi e, dopo averlo ripreso per avere tentato di colpire una sua compagna, gli confessa di avere intenzione di salvarlo dall'ossessione della vendetta. Sasuke, tuttavia, afferma di non sentirsi più un membro del Team 7 ed annuncia di avere intenzione di distruggere la Foglia e ripristinare il nome del suo clan. Kakashi si rende conto che Sasuke è ormai irrecuperabile e decide di occuparsi di lui personalmente. Naruto, però, ferma il suo maestro ed attacca l'Uchiha con un Rasengan al quale egli risponde con il Mille Falchi. I due si scontrano come avevano fatto nella Valle dell'Epilogo mentre Naruto ricorda l'invidia che aveva nei confronti di Sasuke da bambino e come sia riuscito a superare i momenti difficili della sua infanzia grazie all'aiuto di Iruka. |                  |                  |
| 216 | Ninja d'elite 「一流の忍」 - Ichiryū no shinobi | 16 giugno 2011   | 11 aprile 2013   |
| 216 | Naruto ricorda alcuni momenti del suo passato tra competizione ed amicizia con Sasuke. A seguito dello scontro, i due vengono sbalzati via e vengono salvati rispettivamente da Kakashi e da Zetsu. Naruto afferma che la sua intesa con Sasuke è la dimostrazione del fatto che tutti e due sono divenuti ninja d'elite e che, qualora quest'ultimo attaccasse la Foglia, entrambi perirebbero nello scontro, eventualità alla quale Naruto si dichiara pronto. L'Uchiha conferma le sue intenzioni e Tobi, richiamato da Zetsu, teletrasporta via il suo gruppo. Naruto ha un mancamento poiché avvelenato dal kunai di Sakura, ma viene immediatamente curato dalla ragazza mentre, presso il loro nascondiglio, Sasuke chiede a Tobi di trapiantargli gli occhi di Itachi per contravvenire alla sua progressiva cecità. Intanto, Kakashi e gli altri portano Karin al Villaggio della Foglia. |                  |                  |
| 217 | L'infiltrato 「潜入者」 - Sennyūsha | 23 giugno 2011   | 12 aprile 2013   |
| 217 | Yamato raggiunge il ponte e redarguisce Naruto per essere fuggito. Dopo avere risvegliato Sai, Kiba e Lee, i ninja della Foglia tornano al villaggio con Karin. Nel frattempo, il team del Raikage ritorna al Villaggio della Nuvola dove richiedono al Daimyo di convocare un concilio con le sue controparti degli altri villaggi in vista dell'imminente guerra. Killer Bee porta con sé Pelle di Squalo con dentro Kisame che, grazie all'aiuto di Zetsu Bianco, si è clonato per entrare nella spada con lo scopo di infiltrarsi nel villaggio dell'Ottocode per catturarlo e rubare informazioni sull'alleanza. |                  |                  |
| 218 | Nazioni in movimento 「動き出す大国」 - Ugokidasu taikoku | 30 giugno 2011   | 15 aprile 2013   |
| 218 | I Daimyo concordano di appoggiare formalmente l'alleanza ninja. Intanto, al Villaggio della Sabbia, durante una riunione indetta da Gaara per discutere dei recenti avvenimenti, tutti rimangono scioccati nell'apprendere che Danzo è morto e nel sentire i piani dell'Akatsuki. Naruto ed il suo gruppo fanno ritorno alla Foglia dove quest'ultimo chiede a Shikamaru di riunire tutti poiché vuole fare un discorso. Konohamaru incalza Naruto affinché si sottoponga ad un'intervista, ma la forza portante oltrepassa le porte del villaggio con un sorriso sulle labbra osservando che il processo di ricostruzione è iniziato. |                  |                  |
| 219 | Kakashi Hokage 「火影はたけカカシ」 - Hokage Hatake Kakashi | 7 luglio 2011    | 16 aprile 2013   |
| 219 | Al Villaggio della Foglia, Naruto discute con i suoi amici ed insiste sul fatto che lui è l'unico che può fermare Sasuke, e che restino per il momento fuori dalla questione riponendo la fiducia in lui senza fornire loro alcuna informazione al riguardo, il che li lascia irritati e dubbiosi. Nel frattempo, Kakashi, pronto a divenire il prossimo Hokage, accetta la sfida dell'amico Gai, consapevole che questa potrebbe essere l'ultima, e la vince. Mentre gli anziani del villaggio, con la presenza del Daimyo, stanno per nominare Kakashi nuovo Hokage, Gai interrompe l'assemblea annunciando che Tsunade è ritornata cosciente dal coma e rimane Quinto Hokage. |                  |                  |
| 220 | La predizione del Sommo Rospo Eremita 「大ガマ仙人の予言」 - Ōgama Sennin no yogen | 21 luglio 2011   | 17 aprile 2013   |
| 220 | Gerotora riporta alla mente l'accordo preso con Jiraiya che prevede che egli venga riposto dentro Naruto e chiede consiglio al Grande Rospo Eremita perché dubbioso in quanto lui è la rana portatrice della chiave del sigillo a tetragramma del Kyuubi sigillato in Naruto, la rana teme che il sigillo possa allentarsi e che Naruto non riesca più a controllarsi. Quest'ultimo ordina di far evocare Naruto in modo che possa comunicargli il contenuto delle sue visioni. Al Villaggio della Foglia, Tsunade indice una riunione per discutere dell'imminente guerra mentre Naruto, che si stava recando a mangiare del ramen, viene inseguito da Konohamaru che è in cerca di uno scoop. Liberatosi del suo inseguitore ed informato del risveglio di Tsunade, Naruto si appresta a mangiare, ma, improvvisamente, viene evocato al monte Myoboku. Il Grande Rospo Eremita informa Naruto che presto incontrerà un polpo e che dovrà affrontare un nemico che possiede potenti abilità oculari. La forza portante si dichiara pronta ad affrontare il suo futuro, in particolar modo Sasuke. Il saggio si convince e decide di rendere onore alle ultime volontà di Jiraya. Gerotora mostra cosi il rotolo contenente la chiave per controllare il sigillo a tetragramma creato dal Quarto Hokage e Naruto si appresta ad apporre la mano sul sigillo del rotolo di Gerotora. |                  |                  |
| 221 | Memoria 「蔵入り」 - Kurairi | 28 luglio 2011   | 18 aprile 2013   |
| 221 | Kabuto si incontra con Tobi presso il suo nascondiglio, ma l'Uchiha si rifiuta di ascoltarlo e lo attacca. Kabuto, tuttavia, usa la Resurrezione per evocare cinque bare contenenti i corpi di Itachi, Sasori, Deidara, Kakuzu e Nagato e frena l'impeto di Tobi. Il ninja in possesso delle cellule di Orochimaru si offre di potenziare l'esercito di Tobi con la Resurrezione in cambio del corpo di Sasuke. Tobi è titubante, ma, quando Kabuto evoca una sesta bara il cui contenuto spaventa l'Uchiha, i due arrivano ad un accordo la cui unica condizione prevede che Kabuto riceverà il corpo di Sasuke solo al termine della guerra. Nel frattempo, Anko ed il suo gruppo trovano indizi che li conducono al nascondiglio di Tobi, ma che sembrano essere stati lasciati di proposito. |                  |                  |

## DVD

### Giappone
Gli episodi della decima stagione di Naruto: Shippuden sono stati distribuiti in Giappone anche tramite DVD, da settembre 2011 a febbraio 2012.
| N° | Data             | Dischi | Episodi | Extra |
| -- | ---------------- | ------ | ------- | ----- |
| 1  | 7 settembre 2011 | 1      | 197-200 | /     |
| 2  | 5 ottobre 2011   | 1      | 201-204 | /     |
| 3  | 2 novembre 2011  | 1      | 205-208 | /     |
| 4  | 7 dicembre 2011  | 1      | 209-212 | /     |
| 5  | 11 gennaio 2012  | 1      | 213-216 | /     |
| 6  | 1º febbraio 2012 | 1      | 217-221 | /     |